# العلاقات التشيكية الكوستاريكية
العلاقات التشيكية الكوستاريكية هي العلاقات الثنائية التي تجمع بين التشيك وكوستاريكا.

## مقارنة بين البلدين
هذه مقارنة عامة ومرجعية للدولتين:
| وجه المقارنة                                              | التشيك                                                                            | كوستاريكا                                 |
| --------------------------------------------------------- | --------------------------------------------------------------------------------- | ----------------------------------------- |
| المساحة (كم2)                                             | 78.87 ألف                                                                         | 51.10 ألف                                 |
| عدد السكان (نسمة)                                         | 10.52 مليون                                                                       | 4.91 مليون                                |
| الكثافة السكانية (ن./كم²)                                 | 133.38                                                                            | 96.09                                     |
| العاصمة                                                   | براغ                                                                              | سان خوسيه                                 |
| اللغة الرسمية                                             | اللغة التشيكية                                                                    | اللغة الإسبانية                           |
| العملة                                                    | كرونة تشيكية، كرونة تشيكوسلوفاكية                                                 | كولون كوستاريكي                           |
| الناتج المحلي الإجمالي (بليون دولار)                      | 215.73 مليار                                                                      | 57.06 مليار                               |
| الناتج المحلي الإجمالي (تعادل القوة الشرائية) بليون دولار | 356.15 مليار                                                                      | 74.98 مليار                               |
| الناتج المحلي الإجمالي الاسمي للفرد دولار أمريكي          | 17.55 ألف                                                                         | 11.26 ألف                                 |
| الناتج المحلي الإجمالي للفرد دولار أمريكي                 | 31.19 ألف                                                                         | 14.92 ألف                                 |
| مؤشر التنمية البشرية                                      | 0.878                                                                             | 0.766                                     |
| رمز المكالمات الدولي                                      | +420                                                                              | +506                                      |
| رمز الإنترنت                                              | .cz                                                                               | .cr، قائمة نطاقات المستوى الأعلى للإنترنت |
| المنطقة الزمنية                                           | ت ع م+01:00، ت ع م+02:00، توقيت وسط أوروبا، توقيت وسط أوروبا الصيفي، أوروبا/براغ ‏ | 00                                        |

## منظمات دولية مشتركة
يشترك البلدان في عضوية مجموعة من المنظمات الدولية، منها:
| علم المنظمة | اسم المنظمة                               | تاريخ انضمام التشيك | تاريخ انضمام كوستاريكا |
| ----------- | ----------------------------------------- | ------------------- | ---------------------- |
|             | مؤسسة التنمية الدولية                     | 1993                | 30 يونيو 1961          |
|             | يونسكو                                    | 22 فبراير 1993      | 19 مايو 1950           |
|             | مؤسسة التمويل الدولية                     | 1993                | 20 يوليو 1956          |
|             | منظمة حظر الأسلحة الكيميائية              | ?                   | ?                      |
|             | الأمم المتحدة                             | 19 يناير 1993       | 2 نوفمبر 1945          |
|             | الاتحاد الدولي للاتصالات                  | 1993                | 13 سبتمبر 1932         |
|             | منظمة الشرطة الجنائية الدولية             | ?                   | ?                      |
|             | البنك الدولي للإنشاء والتعمير             | 1993                | 8 يناير 1946           |
|             | الاتحاد البريدي العالمي                   | ?                   | ?                      |
|             | المركز الدولي لتسوية المنازعات الاستشارية | 22 أبريل 1993       | 27 مايو 1993           |
|             | وكالة ضمان الاستثمار متعدد الأطراف        | 1993                | 8 فبراير 1994          |
|             | منظمة التجارة العالمية                    | ?                   | ?                      |
|             | الفريق المعني برصد الأرض                  | ?                   | ?                      |

## وصلات خارجية
- موقع وزارة الخارجية التشيكية
- موقع وزارة الخارجية الكوستاريكية